# Vincenzo da Filicaja

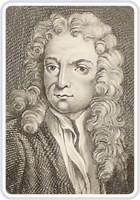
Vincenzo da Filicaja

Vincenzo da Filicaja, född 30 december 1642, död 24 september 1707, var en italiensk poet.
Filicaja stod högt i gunst hos drottning Kristina, som upptog honom i sin akademi. 1696 blev han guvernör i Volterra, 1700 i Pisa. Filicajas poesi utmärkande för barockstilen och svulstigt uppbyggd. Berömda är hans canzoner om Wiens belägring 1683, till Johan III Sobieski med flera. Hans dikter utgavs i Poesie toscane di Vincenzo da Filicaja 1707.